# 小行星2287
小行星2287（2287 Kalmykia）是一颗围绕太阳公转的小行星。1977年8月22日，尼古拉·切爾尼赫在克里米亚发现了此天体。
該小行星以卡爾梅克蘇維埃社會主義自治共和國命名。
这颗小行星的绝对星等为214.4975076530727等。